# Jay Rayner

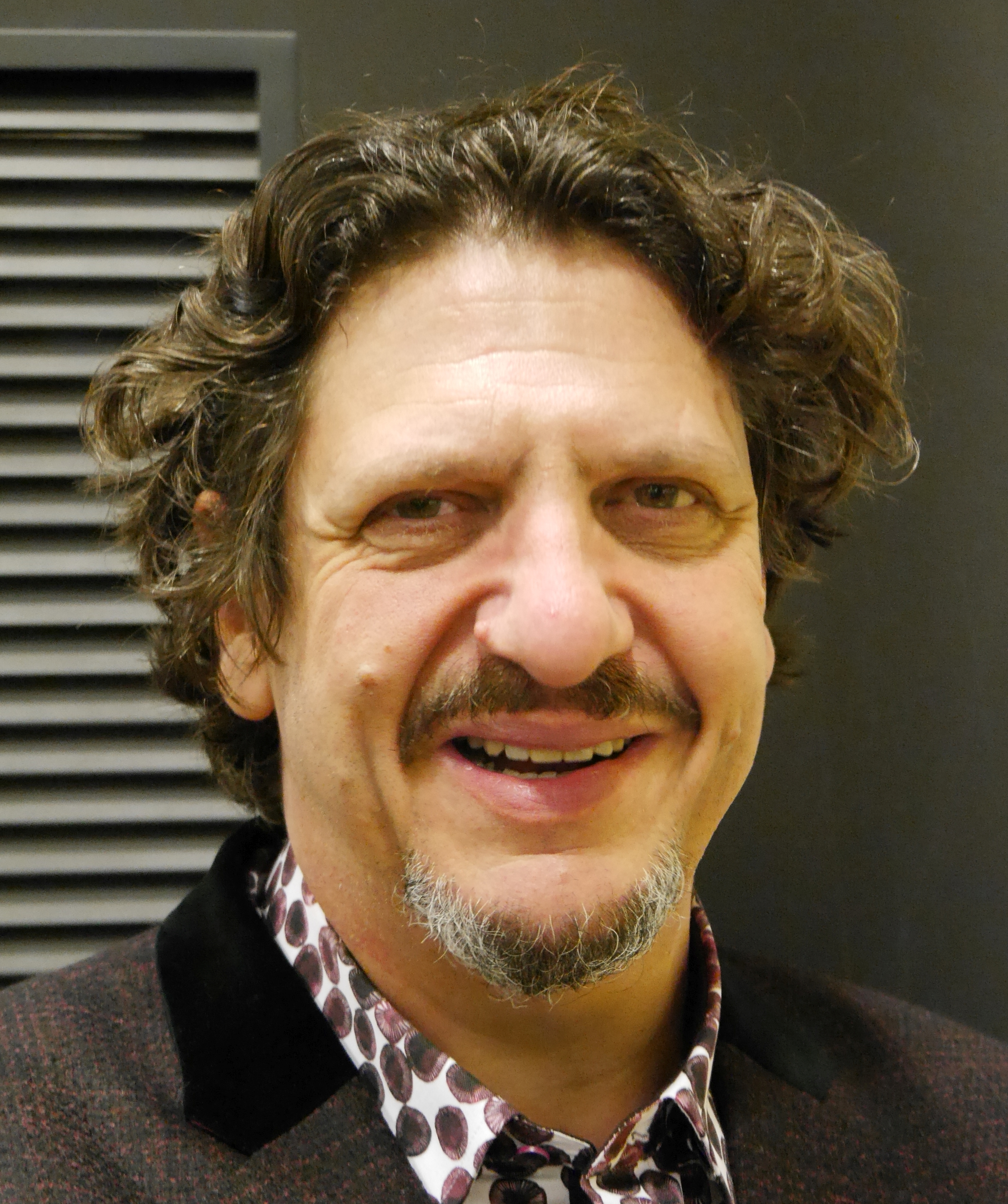
Jay Rayner, 2019

Jay Rayner (* 14. September 1966) ist ein britischer Journalist, Schriftsteller, Rundfunkmoderator, Gastronomiekritiker und Jazzpianist.

## Werdegang
Jay Rayner ist der jüngere Sohn des Schauspielers Desmond Rayner und der Journalistin Claire Rayner (1931–2010).
Nach seinem Abschluss an der University of Leeds 1988, wo er Redakteur der Studentenzeitung war, fing er bei der Sonntagszeitung The Observer an. Seit 2018 ist er dort Restaurantkritiker. Er schrieb für eine Vielzahl britischer Zeitungen und Magazine, darunter Esquire, Cosmopolitan, New Statesman und Granta. 1992 wurde er bei den British Press Awards als Young Journalist of the Year ausgezeichnet.
Sein erster Roman, The Marble Kiss, der 1994 veröffentlicht wurde, wurde für den Author’s Club First Novel Award nominiert, und sein zweiter, Day of Atonement (1998), wurde für den Jewish Quarterly Prize for Fiction nominiert. Sein erstes Sachbuch, Stardust Falling, wurde 2002 veröffentlicht. Es folgte sein dritter Roman, The Apologist, der 2004 in den USA unter dem Titel Eating Crow veröffentlicht wurde. 1997 gewann er für seine Radiosendung über das Zeitungsgeschäft, Papertalk, im BBC Five Live Radios einen Sony Radio Award. Er war Diskussionsteilnehmer in der Eating with the Enemy und in der britischen Version von MasterChef. Er ist der Food-Reporter des BBC-Magazins The One Show und war Mitglied der Jury des American Top Chef Masters. Rayner leitet eine BBC-Radio-4-Sendung namens The Kitchen Cabinet.

## Kontroverse
2017 schrieb Rayner für die Londoner Zeitung The Guardian einen sehr harten Verriss des Pariser Drei-Sterne-Restaurants Le Cinq unter Küchenchef Christian Le Squer. Darin verglich er unter anderem ein Kanapee mit einem Brustimplantat aus Silikon für eine Barbiepuppe, und das Essen einer der Küchenkreationen mit dem Verspeisen eines Kondoms. Die Kritik sorgte international für Aufsehen und zog wegen der derben Sprachbilder Diskussionen und Kommentare in britischen, französischen und auch deutschen Medien nach sich.

## Veröffentlichungen

### Romane
- The Marble Kiss (1994), ISBN 0-333-62134-4.
- Day of Atonement (1998), ISBN 0-552-99783-8.
- The Apologist (2004), ISBN 1-55278-416-9.
- The Oyster House Siege (2007), ISBN 1-84354-566-7.

### Sachbücher
- Star Dust Falling (2002), ISBN 0-552-99908-3.
- The Man Who Ate the World (2008), ISBN 0-8050-8669-2.[7]
- A Greedy Man in a Hungry World (2014).
- My Dining Hell: Twenty Ways to Have a Lousy Night Out (2015).
- The Ten (Food) Commandments (2016).
- Wasted Calories and Ruined Nights (2018), eine Sammlung negativer Kritiken von Rayner.[8]